# Dichrophleps tenebrosa
Dichrophleps tenebrosa är en insektsart som beskrevs av Young 1968. Dichrophleps tenebrosa ingår i släktet Dichrophleps och familjen dvärgstritar. Inga underarter finns listade i Catalogue of Life.